# شيرين سو
شيرين سو (بالفارسية: شیرین‌سو) هي منطقة سكنية تقع في إيران في Shirin Su District. يقدر عدد سكانها بـ 2,280 نسمة .